# Копхун
Копхун — уезд (кун) в провинции Чагандо Северной Кореи. До разделения Кореи был частью провинции Чосан.

## География
Рельеф гористый, на западе горы пониже. Горы Каннам и Чогурён (적유령산맥) проходят через уезд. Главными реками являются Чунман, Комьончон, Волмьончон, Пунмончо. Самый высокий пик — Коамсан. 89,4 % территории Копхуна занято лесами. Есть карстовые образования. В области карста находится водохранилище Сонвон.

## Экономика
Основой экономики является сельское хозяйство. Выращивают кукурузу, соевые бобы, пшеницу, ячмень, редис, капусту, перец гочу и огурцы. Также есть животноводство и разведение шелковичных гусениц. Кроме того, немного риса выращивается по долинам рек.
Присутствуют залежи железа, золота, меди, свинца, цинка, вольфрама, графита, угля, известняка, осуществляется их добыча в небольших объёмах.
Копхун обслуживают автомобильные дороги. По реке Чунман ходят корабли и сплавляют древесину.